# Elezioni presidenziali in Iran del 2005
Le elezioni presidenziali in Iran del 2005 si sono tenute il 17 e 24 giugno. Esse hanno visto la vittoria di Mahmoud Ahmadinejad dell'Alleanza dei Costruttori dell'Iran Islamico, che ha sconfitto Akbar Hashemi Rafsanjani dell'Associazione dei Chierici Militanti.